# Коле Кроче Примо (Изернија)
Коле Кроче Примо је насеље у Италији у округу Изернија, региону Молизе.
Према процени из 2011. у насељу је живело 50 становника. Насеље се налази на надморској висини од 649 м.